# Denys Cowan
Denys Cowan, né le 30 janvier 1961 est un dessinateur de comics américain.

## Biographie
Denys Cowan naît le 30 janvier 1961. Dans la seconde partie des années 1970, il est d'abord assistant de dessinateurs tels que Arvell Jones, Keith Pollard, Rich Buckler ou Ron Wilson mais à partir des années 1980, il devient dessinateur attitré pour des séries publiées par DC Comics telles que House of Mystery, The Question sur des scénarios de Dennis O'Neil et Batman. Il travaille ensuite pour Marvel Comics en dessinant les aventures de Power Man and Iron Fist puis celles de Deathlok. Dans les années 1990, il crée en compagnie de Derek Dingle et Dwayne McDuffie une collection de comics, Milestone Media qui est distribué par DC bien que les créateurs des comics restent propriétaires de leurs créations. La particularité de cette collection est de proposer des super-héros issus des minorités : noirs, homosexuels, transgenres. En dehors de son travail de dessinateur de comics, il a aussi été producteurs de dessins animés, entre autres Static Choc, une des créations de Milestone Media et The Boondocks créé par Aaron McGruder.

## Récompenses
- 2013 : prix Inkpot, pour l'ensemble de sa carrière[3]
- 2020 : inclus au temple de la renommée Harvey pour avoir cofondé Milestone Media[4]

## Principaux travaux
- Peter Parker, The Spectacular Spider-Man #49–51 (Marvel Comics, Decembre 1980–février 1981) - (White Tiger backup)
- Superman #357–358 (DC Comics, Mars–Avril 1981) - (Superman 2020 backup)
- The Flash #297–299 (DC Comics, Mai–Juillet 1981) - (Firestorm backup)
- The Flash #301–302 (DC Comics, Septembre–Octobre 1981) - (Firestorm backup)
- Power Man and Iron Fist #80–84, #86–90, #92–93 (Marvel Comics, Avril–Août 1982, Octobre 1982–Fevrier 1983, Octobre 1982–février 1983)
- The Vigilante #24–26 (DC Comics, Decembre 1985–février 1986) - (backup)
- Teen Titans Spotlight #1–2 (DC Comics, août-septembre 1986) - (Starfire)
- The Question #1–19, #21–36 (DC Comics, Février 1987–août 1988, Novembre 1988–Avril 1990)
- The Question Annual #1–2 (DC Comics, 1987–1988)
- Doctor Zero #1–4 (Marvel Comics [Epic], Avril–Octobre 1988)
- Black Panther vol. 2 #1–4 (Marvel Comics, Juillet–Octobre 1988) - (mini-série)
- Detective Comics #598–600 (DC Comics, Mars–Mai 1989)
- The Question Quarterly #1–5 (DC Comics, automne 1990–printemps 1992)
- Deathlok #3–4 (Marvel Comics, Septembre–Octobre 1990) - (mini-série)
- Green Arrow #39, #41–43 (DC Comics, Novembre 1990, décembre 1990–février 1991)
- Nightcat #1 (Marvel Comics, Avril 1991)
- Green Arrow #46–48 (DC Comics, Mai–Juin 1991)
- Prince: Alter Ego (DC Comics [Piranha Music], 1991)
- Deathlok vol. 2 #1–7, #9–13, #15 (Marvel Comics, Juillet 1991–Janvier 1992, Mars–Juillet 1992, Septembre 1992)
- Deathlok Annual #1 (Marvel Comics, 1992)
- Moon Knight: Divided We Fall (Marvel Comics, 1992)
- Lobo: Blazing Chain of Love #1 (DC Comics, Septembre 1992)
- Hardware #1–7, #11, #13, #16–18 (DC Comics Milestone Media, Avril 1993–Septembre 1993, Janvier 1994, Mars 1994, Juin–Août 1994)
- Xombi #0 (DC Comics [Milestone], Janvier 1994)
- Frank #1–2, #4 (Harvey Comics, Mars–Mai 1994, Juillet 1994) - (mini série)
- Long Hot Summer #1–3 (DC Comics [Milestone], Juillet–Septembre 1995) - (mini-séries)
- Batman: The Ultimate Evil #1–2 (DC Comics, Décembre 1995)
- Total Justice #1–3 (DC Comics, Octobre–Novembre 1996) - (mini série)
- Steel #34–52 (DC Comics, Janvier 1997–Juillet 1998)
- "Waking Nightmare!"  dans All-Star Comics 80-Page Giant #1 (DC Comics, Septembre 1998)
- Fight for Tomorrow #1–6 (DC Comics Vertigo, Novembre 2002–Avril 2003)
- Dominique Laveau: Voodoo Child #1–7 (DC Comics [Vertigo], Mai 2012–Novembre 2012)
- Convergence dans Batman and Robin #1–2 (DC Comics, Juin 2015–Juillet 2015)
- Convergence Detective Comics #1–2 (DC Comics, Juin 2015–Juillet 2015)
- The Black Racer et Mister Miracle Special #1 (DC Comics, Octobre 2017)
- Black Lightning / Hong Kong Phooey #1 (DC Comics, Juillet 2018)